# Judita Bavarska (umrla 843.)
Judita Bavarska (fra. Judith de Bavière, eng. Judith of Bavaria) (797./805. – 19. travnja 843.) bila je carica Svetog Rimskog Carstva te kraljica Franaka u 9. stoljeću kao druga supruga kralja Ljudevita Pobožnoga, za kojeg se udala 819. god. u Aachenu. Bila je smatrana osobom velike ljepote i inteligencije.
Bila je kći Hwelfa i njegove žene, saksonske gospe Hedvige. Brat joj je bio Rudolf od Ponthieua.
Judita i njezin muž imali su kćer Gizelu Francusku i sina Karla, koji je postao kralj Karlo Ćelavi od Zapadne Franačke te je jednu svoju kćer nazvao po njoj.
Kraljica Judita je u nekim djelima opisana kao "druga Judita", "druga Mirjam" i "druga Sapfa". Ipak, kraljica je imala mnogo neprijatelja na visokim pozicijama. Bila je optužena za preljub te su ju neki smatrali vješticom jer se zanimala za tumačenje snova.
Judita je postala kraljicom majkom kad je njezin sin došao na tron. Međutim, nakon što je Karlo oženio gospu Ermentrudu, kćer Oda I., Juditina moć je pala. Kraljica Judita je umrla 19. travnja godine 843. u Toursu.